# Isla Dildo
La isla Dildo, en inglés Dildo Island es una isla en la provincia canadiense de Terranova y Labrador de aproximadamente 700 m de norte a sur y 30 m de oeste a este. Es la más grande de las tres islas situadas a la entrada del Brazo Dildo en el fondo de la bahía de Trinity, en la costa de la vecina ciudad de Dildo, ubicada a 1300 m .
Una excavación arqueológica en 1995 descubrieron artefactos de la Cultura Dorset  fechado entre los años 150 y 750. Se cree que estas personas acamparon en la isla de Dildo con el fin de la caza de focas. De 1996 a 1999, el arqueólogo Silve Leblanc descubrió dos casas de Dorset y más de 5500 artefactos de la misma época.
Hoy no hay población humana en la isla de Dildo, pero los arqueólogos han encontrado pruebas de que algún día la hubo, debido a la rica  flora y fauna.

## Conflicto anglo-francés
En el 1700, durante los conflictos entre los franceses y de Inglés en Terranova, Dildo Island fue fortificada para proteger a los colonos de los ataques franceses. En 1711, Dildo Island fue uno de los lugares que los habitantes de Inglés de la bahía de Trinity fueron enviados a defenderse contra los franceses. Las pruebas documentales indican que durante el invierno de 1711/1712, 205 hombres fueron la defensa de la isla.  Diario John Guy de 1612 desprende que la evidencia de un campamento indígena en beothuk Dildo Island. Un fuerte Inglés se estableció a principios de 1700 para defender el lado sur de la bahía de Trinity de los franceses durante la Guerra llamada Guerra de la reina Ana.